# Amy Rider
Amy Rider (* 8. Mai 1985 in Tokio) ist eine japanisch-US-amerikanische Schauspielerin und Filmschafferin.

## Leben
Sie wurde in Tokio, Japan geboren und verbrachte ihre ersten Lebensjahre mit ihrem Bruder in dem Land. Die Familie zog laut ihrer eigenen Angabe elf Mal in Japan um. Den Großteil ihrer Schulausbildung erhielt sie in Japan. Während ihrer Schulzeit belegte sie Schauspielkurse und trat in Schulstücken auf. 2003 war sie im Musikvideo zum Lied Jigga Jigga! der deutschen Musikgruppe Scooter zu sehen. Sie debütierte 2005 als Schauspielerin in zehn Episoden in der Mini-Serie 24: Conspiracy und in einer Episode der Fernsehserie Head Cases als Fernsehschauspielerin. Von 2008 bis 2013 verkörperte sie die Rolle der Alice Valko in insgesamt 81 Episoden der Fernsehserie The Secret Life of the American Teenager. 2012 fungierte sie als Regisseurin und Drehbuchautorin für den Film The Monogamy Experiment. Neben Besetzungen in Kurzfilmen folgten immer wieder Besetzungen in B-Movies wie 2015 in Mega Shark vs. Kolossus.

## Filmografie (Auswahl)

### Schauspiel
- 2005: 24: Conspiracy (Miniserie, 10 Episoden)
- 2005: Jungfrau (40), männlich, sucht … (The 40 Year-Old Virgin)
- 2005: Head Cases (Fernsehserie, Episode 1x06)
- 2006: Without a Trace – Spurlos verschwunden (Without a Trace) (Fernsehserie, Episode 4x21)
- 2006: After Midnight: Life Behind Bars (Fernsehfilm)
- 2006: The Hitman Chronicles
- 2006: Krass (Running with Scissors)
- 2006: Veronica Mars (Fernsehserie, Episode 3x04)
- 2007: Campus Ladies (Fernsehserie, Episode 2x07)
- 2007: Universal Remote
- 2007: The List
- 2007: Frank TV (Fernsehserie, 2 Episoden)
- 2007: Katrina (Fernsehfilm)
- 2007–2008: Big Shots (Fernsehserie, 2 Episoden)
- 2008: Kissing Cousins
- 2008: Pluzman (Kurzfilm)
- 2008–2013: The Secret Life of the American Teenager (Fernsehserie, 81 Episoden)
- 2009: Courage Is (Kurzfilm)
- 2010: Kill Speed – Lebe schnell... stirb jung (Kill Speed)
- 2010: Privileged
- 2014: The Monogamy Experiment Short (Kurzfilm)
- 2015: Mega Shark vs. Kolossus
- 2015: Clappy (Kurzfilm)
- 2016: Broken Links
- 2018: Z Nation (Fernsehserie, Episode 5x04)

### Filmschaffende
- 2012: The Monogamy Experiment (Regie und Drehbuch)
- 2014: The Monogamy Experiment Short (Kurzfilm; Regie, Drehbuch und Produktion)
- 2015: Clappy (Kurzfilm; Regie, Drehbuch und Produktion)